# Ritorno al Bosco dei 100 Acri
Ritorno al Bosco dei 100 Acri (Christopher Robin) è un film del 2018 diretto da Marc Forster.
Il film è ispirato al romanzo Winnie Puh di A. A. Milne e si può considerare un sequel in live action/CGI del franchise d'animazione Disney su Winnie the Pooh, anch'esso direttamente tratto dalle opere letterarie di Milne. È interpretato da Ewan McGregor, Hayley Atwell e Mark Gatiss, mentre il cast vocale comprende Jim Cummings, Nick Mohammed, Brad Garrett, Peter Capaldi, Toby Jones, Sophie Okonedo e Sara Sheen.
Il finale del franchise segue un Christopher Robin ormai cresciuto che ritorna a trascorrere del tempo con i suoi compagni di infanzia.

## Trama
Tempo dopo gli eventi dell'ultimo film, nel Bosco dei Cento Acri, l'orsacchiotto Winnie the Pooh e i suoi amici stanno organizzando una festa d'addio per Christopher Robin: il bambino deve partire per il collegio e perciò non potrà più giocare con loro. Poco prima di andare via, il bambino promette a Pooh che non dimenticherà mai nessuno di loro.
Ormai adulto, Christopher si sposa con una donna chiamata Evelyn, e dalla loro unione nasce una bambina di nome Madeleine. Purtroppo nel corso della sua vita è costretto ad affrontare molti eventi drammatici: i maltrattamenti subiti in collegio, la morte del padre, la chiamata alle armi nella seconda guerra mondiale e la necessità di lavorare per mantenere la famiglia. A causa di ciò, Christopher diventa un uomo triste e serio, che ben presto non riesce più a stare bene insieme alla moglie , ricordare i suoi vecchi amici e a giocare con la figlia, la quale a sua volta è destinata a partire per il collegio. Un giorno Giles Winslow, il vicepresidente della valigeria dove lavora Christopher, gli assegna il compito di salvare l'azienda dalla crisi tagliando le spese di produzione, anche a costo di licenziare il personale: per farlo l'uomo dovrà rinunciare a un weekend che avrebbe passato insieme alla famiglia nel Sussex. Evelyn e Madeleine partono, mentre Christopher rimane da solo cercando senza successo il modo di accontentare il capo senza far perdere il lavoro ai suoi colleghi. 
Nel frattempo, Pooh si sveglia a casa sua e scopre che il Bosco dei Cento Acri è completamente immerso nella nebbia e i suoi amici sono scomparsi senza fare più ritorno, quindi si introduce nella porticina adoperata da Christopher per accedere al Bosco, ritrovandosi nel cortile della sua casa di Londra. Mentre sta riflettendo sulla proposta del suo datore di lavoro, l'uomo incontra Pooh, dopo molti anni dal loro ultimo incontro. Pur essendo sorpreso di rivederlo, Christopher decide comunque di riportare l'orsetto al Bosco dei Cento Acri per evitare che combini guai in casa sua. Essendosi chiuso il passaggio da cui Pooh è uscito a Londra, i due vanno in treno nel Sussex, dove si dirigono verso il cottage di Christopher e da lì nel Bosco. L'uomo però non è intenzionato ad aiutare il suo amico e vuole solo tornare a Londra in tempo per la riunione del giorno dopo. Con la sua freddezza, Christopher caccia via Pooh, che scompare nella nebbia. Subito dopo, però, scoppia un temporale e l'uomo, dopo esser scivolato nel fango, cade in una "trappola per efelanti", dove finisce per addormentarsi e sogna di venir divorato da uno di loro.
Al suo risveglio, Christopher Robin ritrova Ih-Oh, Tigro, Pimpi, Tappo, Uffa, Kanga e Ro, spaventati per la caduta della casa del gufo, scambiato da loro per l'attacco di un efelante. Inizialmente nessuno di loro riconosce il loro vecchio amico, che scambiano per un efelante, ma subito dopo Christopher finge di combattere contro un efelante sconfiggendolo e tutti lo riconoscono. L'uomo ritrova anche Pooh, seduto nel loro posto speciale; il gruppo passa insieme molte ore spensierate e Christopher torna a scoprire i piccoli piaceri della vita , ma alla fine Christopher si addormenta svegliandosi poche ore prima della riunione, dovendo così tornare di corsa a Londra. Ben presto, Pooh e gli altri si accorgono che Tigro ha rubato a Christopher i documenti fondamentali per la sua riunione, così decidono di tentare di riportarglieli al più presto. Una volta fuori dal Bosco, gli amici incontrano Madeleine, la quale, venuta a sapere il motivo della presenza di suo padre, si appresta a portarli personalmente a Londra, con la madre Evelyn che la segue preoccupata.
Mentre Madeleine, Pooh, Pimpi, Tigro e Ih-Oh tentano di raggiungere in tempo la valigeria, Christopher si appresta ad iniziare la riunione, salvo poi trovarsi costretto ad interromperla sia per la mancanza dei documenti che per la notizia della sparizione di Madeleine e si lancia alla ricerca della figlia insieme a Evelyn. Con l'aiuto degli amici, la bambina riesce a raggiungere la valigeria, ma sfortunatamente scivola sui gradini bagnati e i documenti del padre vengono portati via dal vento. In quel momento, arrivano Evelyn e Christopher, il quale capisce di tenere molto di più alla sua famiglia che a qualsiasi altra cosa nella vita, quindi decide di non far partire Madeleine per il collegio.
Analizzando l'unico pezzo di documento che quest'ultima è riuscita a salvare e ricordandosi di una frase di Pooh ("a volte per fare qualcosa è meglio non far niente"), Christopher comprende che, per salvare l'azienda, la cosa migliore da fare non è licenziare i lavoratori, bensì abbassare i prezzi degli articoli e concedere ai dipendenti delle ferie, in modo che possano andare in vacanza e pertanto acquistare presso la Winslow le valigie necessarie per viaggiare, lasciando i Winslow sconcertati. Alla fine, dopo aver salvato l'azienda, il posto di lavoro e l'amore della sua famiglia, Christopher porta Evelyn e Madeleine nel Bosco dei Cento Acri, dove fanno un picnic insieme a tutti i loro amici. L'ultima immagine mostra Christopher abbracciare Pooh su un tronco mentre guardano assieme il cielo. 
In una scena mid- credits , vengono visti tutti i dipendenti che si godono finalmente le ferie meritate commentando che le cose stanno cambiando in meglio. La telecamera si ferma infine su Pooh, Pimpi, Tigro e Ih-Oh anche loro presenti, seduti su una sedia-sdraio con degli occhiali da sole a godersi il mare.

## Personaggi
- Christopher Robin: in questo film Christopher è adulto e deve affrontare dei problemi con la sua vita: la famiglia, il lavoro, la mancanza di denaro e l'inconsapevole perdita di immaginazione. Per questo interverranno i suoi vecchi amici immaginari dal Bosco dei 100 Acri.
Interpretato da: Ewan McGregor. Doppiato in italiano da: Massimiliano Manfredi
- Winnie the Pooh: è l'orsetto di pezza vecchio amico di Christopher. È molto goloso di miele, allegro e dolce. Sarà lui il primo a intervenire e a raggiungere l'ormai adulto Christopher.
Doppiato in originale da: Jim Cummings. Doppiato in italiano da: Marco Bresciani
- Tigro: è la saltellante tigre di pezza amico di Christopher, Pooh e degli altri animali di peluche. È molto esuberante e pieno di vita. Anche lui, come gli altri, si riunirà con Christopher.
Doppiato in originale da: Jim Cummings. Doppiato in italiano da: Luca Biagini
- Pimpi: è il maialino amico di Christopher Robin, Pooh e degli altri animali di peluche. È piccolo, timido e pauroso.
Doppiato in originale da: Nick Mohammed. Doppiato in italiano da: Luca Dal Fabbro
- Ih-Oh: è il triste e depresso asino molto amico di Christopher, Pooh e degli altri.
Doppiato in originale da: Brad Garrett. Doppiato in italiano da: Paolo Buglioni
- Tappo: è il coniglio amico di Christopher, Pooh e degli altri animali di peluche. Insieme ad Uffa, è il più saggio del gruppo e l'unico animale vero, quindi non di peluche.
Doppiato in originale da: Peter Capaldi. Doppiato in italiano da: Oliviero Dinelli (dialoghi) e Mino Caprio (canto)
- Uffa: è il gufo amico di Christopher, Pooh e degli altri animali di peluche. È il più saggio del gruppo e, presumibilmente, il più vecchio. Insieme a Tappo è l'unico animale vero, quindi non peluche, del gruppo.
Doppiato in originale da: Toby Jones. Doppiato in italiano da: Massimo Corvo
- Kanga: la madre di Ro, molto amorevole, soprattutto verso suo figlio. Sia lei sia suo figlio sono canguri.
Doppiata in originale da: Sophie Okonedo. Doppiata in italiano da: Aurora Cancian (dialoghi) e Gabriella Scalise (canto)
- Ro: è il cangurino figlio di Kanga, di cui però non sopporta l'eccessiva protezione.
Doppiato in originale da: Sara Sheen. Doppiato in italiano da: Valeriano Corini (dialoghi) e Andrea Rinaldi (canto)

## Produzione

### Sviluppo
Nel 2003, Brigham Taylor, ispirato dall'ultimo capitolo del libro La strada di Puh, propose alla Walt Disney Pictures un progetto su un film di Winnie the Pooh concentrato su Christopher Robin adulto. Comunque, a causa di altri progetti su Winnie the Pooh che erano in fase di sviluppo in quel periodo, il progetto del film venne scartato. Più avanti, Kristin Burr convinse Taylor a riesumare il progetto, sul quale poi i due lavorarono.
Il 2 aprile 2015, la Walt Disney Pictures annunciò che un adattamento in live action basato sui personaggi del franchise di Winnie the Pooh era in fase di sviluppo, e che sarebbe stato dello stesso stile dei precedenti adattamenti in live action, come Alice in Wonderland del 2010, Maleficent, del 2014 e Cenerentola del 2015. Alex Ross Perry venne assunto per scrivere il copione, mentre Brigham Taylor per produrre il film, riguardante un Christopher Robin, ormai adulto, che ritorna al Bosco dei 100 Acri per passare un po' di tempo con Winnie the Pooh e i suoi amici. Il 18 novembre 2016, venne riportato che lo studio aveva assunto Marc Foster per dirigere il film, intitolato Christopher Robin, e che il progetto avrebbe avuto "forti elementi di un magico realismo" e che avrebbe raccontato di "un viaggio emozionante con avventure che scaldano il cuore."
 il 1º marzo 2017, Tom McCarthy venne assunto per riscrivere completamente il copione.

### Casting
Il 26 aprile 2017, Ewan McGregor è stato scritturato per interpretare il protagonista. 
Ad agosto e settembre 2017, Hayley Atwell e Mark Gatiss sono stati scritturati come Evelyn Robin e Giles Winslow, rispettivamente moglie e capo di Christopher, mentre Brad Garrett e Nick Mohammed sono stati scritturati come Ih-Oh e Pimpi ed è stato annunciato il ritorno di Jim Cummings come voce di Winnie the Pooh. 
A gennaio 2018 sono stati annunciati, nei ruoli dei personaggi secondari di Tappo, Uffa, Kanga e Roo, rispettivamente Peter Capaldi, Toby Jones, Sophie Okonedo e Sara Sheen.
Inizialmente il doppiatore di Tigro avrebbe dovuto essere il comico irlandese Chris O'Dowd, ma a causa della negativa accoglienza da parte del pubblico nelle proiezioni di test, è stato reintegrato nel ruolo il doppiatore classico Jim Cummings.

### Riprese
Le riprese sono cominciate ad agosto 2017 nel Regno Unito e sono terminate il 4 novembre dello stesso anno.
Le riprese sono state effettuate tra gli studios inglesi della Disney, gli Shepperton Studios, Londra, la Foresta di Ashdown (situata accanto alla casa del vero Christopher Robin e della sua famiglia, e dove Christopher e suo padre A.A. Milne andavano a giocare e dove Milne ebbe l'idea di scrivere i libri su Winny Puh) e il Windsor Great Park.

## Colonna sonora
La colonna sonora del film è stata realizzata da Jon Brion e Geoff Zanelli. Inizialmente la colonna sonora sarebbe dovuta essere realizzata da Jóhann Jóhannsson, che però è venuto a mancare poco prima di incominciare a comporla (il film è infatti dedicato a lui).
Inoltre nel film sono presenti 3 canzoni inedite di Richard M. Sherman (Addio, amico mio (Goodbye, Farewell), Busy doing nothing, Christopher Robin), che insieme a suo fratello Robert, realizzò le canzoni del primo film della serie.
Inoltre sono presenti la canzone Su e giù e la canzone di Tigro e una versione musicata della intro dei precedenti film di Winnie the Pooh.
La colonna sonora comprendente le canzoni composte da Brion e Zanelli, insieme alle tre nuove canzoni di Richard Sherman, viene pubblicata il 3 agosto 2018 dalla Walt Disney Records.
Le canzoni presenti nel film sono in ordine:
- Addio, amico mio (Goodbye, farewell): cantata da Marco Bresciani, Luca Biagini, Mino Caprio, Luca Dal Fabbro, Paolo Buglioni, Massimo Corvo, Gabriella Scalise e Andrea Rinaldi.
- Su e giù (Up, down and touch the ground): cantata da Marco Bresciani
- Ricordati sempre che i Tigri (The wonderful thing about Tiggers): cantata da Luca Biagini.
- Busy doing nothing: cantata da Richard M. Sherman.
- Christopher Robin: cantata da Richard M. Sherman.

## Promozione
Il primo teaser trailer del film viene diffuso il 6 marzo 2018, seguito da quello italiano il 2 maggio 2018. Il secondo trailer viene distribuito il 25 maggio 2018 in inglese e il 22 giugno 2018 in italiano, dove compaiono tutti gli amici di Pooh.

## Distribuzione
La pellicola è stata distribuita nelle sale cinematografiche statunitensi a partire dal 3 agosto 2018, mentre nelle sale italiane dal 30 agosto 2018.
La première mondiale si è svolta il 30 luglio 2018 agli studi Disney a Burbank, mentre la première europea si è svolta a Londra il 5 agosto.
Il film non uscì in Cina a causa di una serie di meme che circolano dal 2013 che rappresentano il presidente Xi Jinping come Winnie The Pooh: infatti da quando questi meme (ritenuti offensivi verso Jinping) circolano in rete, sono state bloccati moltissimi video e immagini dell'orsacchiotto di pezza.

### Edizione italiana
Il doppiaggio italiano del film è stato effettuato presso la Royfilm e diretto da Leslie La Penna su dialoghi di Laura Giordani. A differenza dell'edizione originale in cui il cast vocale è stato cambiato quasi completamente (fatta eccezione per Cummings), quella italiana riprende la maggior parte dei doppiatori storici dei personaggi. Le uniche eccezioni consistono in Oliviero Dinelli (in sostituzione di Valerio Ruggeri, scomparso nel 2015), Valerio Corini (che sostituisce Tito Marteddu) e Diego Follega (che sostituisce Arturo Valli). Inoltre, nell'edizione italiana della scena iniziale, è stata aggiunta la voce di Michele Kalamera (storico narratore italiano di tutti i film e serie del franchise, deceduto nel 2023).

### Edizioni home video
L'edizione home video del film è uscita in America a inizio novembre 2018 e in Italia il 13 dicembre dello stesso anno. Come la maggior parte delle ultime edizioni home video edite da Disney negli ultimi 3-4 anni, l'edizione blu-ray presenta diversi contenuti speciali mentre quella in dvd ne è totalmente mancante.

## Accoglienza

### Incassi
Il film ha avuto un buon successo incassando ben 99 milioni di dollari negli Stati Uniti e 97 milioni nel resto del mondo per un totale complessivo di 197 milioni di dollari, a fronte di un budget di produzione di 70 milioni di dollari.

### Critica
Sul sito aggregatore di recensioni Rotten Tomatoes il film detiene un 71% di gradimento basato su 187 recensioni professionali, con un voto medio di 6.1/10. Sul sito MyMovies viene segnalato come il «miglior remake degli ultimi anni», affermando che vi sono “ambientazioni retrò e realismo magico per un film che affronta di petto un grande problema della contemporaneità: la schiavitù del lavoro.”

## Riconoscimenti
- 2019 - Premio Oscar[30]
  - Candidatura per i migliori effetti speciali a Christopher Lawrence e Chris Corbould
- 2019 - Young Artist Award
  - Candidatura alla miglior attrice bambina a Bronte Carmichael